# Torneo di Wimbledon 1923 - Doppio misto
Elizabeth Ryan e Randolph Lycett hanno battuto in finale Dorothy Shepherd Barron e Lewis Deane col punteggio di 6-4, 7-5, è stato il terzo successo per la coppia.

## Tabellone

### Legenda
| - Q = Qualificato - WC = Wild card - LL = Lucky loser | - ALT = Alternate - SE = Special Exempt - PR = Protected Ranking | - w/o = Walkover - r = Ritirato - d = Squalificato |

### Fase finale
|  | Semifinali                          | Semifinali                          | Semifinali                     | Semifinali | Semifinali |  |  | Finale                              | Finale                              | Finale                              | Finale | Finale |  |
|  |                                     |                                     |                                |            |            |  |  |                                     |                                     |                                     |        |        |  |
|  | Elizabeth Ryan Randolph Lycett      | Elizabeth Ryan Randolph Lycett      | Elizabeth Ryan Randolph Lycett | 7          | 6          |  |  |                                     |                                     |                                     |        |        |  |
|  | Suzanne Lenglen Jean Washer         | Suzanne Lenglen Jean Washer         | Suzanne Lenglen Jean Washer    | 5          | 3          |  |  | Elizabeth Ryan Randolph Lycett      | Elizabeth Ryan Randolph Lycett      | Elizabeth Ryan Randolph Lycett      | 6      | 7      |  |
|  | Molla Mallory Vincent Richards      | Molla Mallory Vincent Richards      | 7                              | 3          | 4          |  |  | Dorothy Shepherd-Barron Lewis Deane | Dorothy Shepherd-Barron Lewis Deane | Dorothy Shepherd-Barron Lewis Deane | 4      | 5      |  |
|  | Dorothy Shepherd-Barron Lewis Deane | Dorothy Shepherd-Barron Lewis Deane | 5                              | 6          | 6          |  |  |                                     |                                     |                                     |        |        |  |

#### Parte alta

##### Sezione 1
|  | Primo turno                     | Primo turno                     | Primo turno                     | Primo turno | Primo turno |  |  | Secondo turno             | Secondo turno             | Secondo turno           | Secondo turno       | Secondo turno       |   |   | Terzo turno             | Terzo turno             | Terzo turno             | Terzo turno     | Terzo turno     |    |   | Quarti di finale | Quarti di finale | Quarti di finale | Quarti di finale | Quarti di finale |  |
|  |                                 |                                 |                                 |             |             |  |  |                           |                           |                         |                     |                     |   |   |                         |                         |                         |                 |                 |    |   |                  |                  |                  |                  |                  |  |
|  | E Head H Aitken                 | E Head H Aitken                 | E Head H Aitken                 | 6           | 6           |  |  |                           |                           |                         |                     |                     |   |   |                         |                         |                         |                 |                 |    |   |                  |                  |                  |                  |                  |  |
|  | H Hogarth G A Thomas            | H Hogarth G A Thomas            | H Hogarth G A Thomas            | 2           | 3           |  |  | E Head H Aitken           | E Head H Aitken           | E Head H Aitken         | 3                   | 4                   |   |   |                         |                         |                         |                 |                 |    |   |                  |                  |                  |                  |                  |  |
|  | H V Parbury H S Milford         | H V Parbury H S Milford         | H V Parbury H S Milford         | 6           | 6           |  |  | H V Parbury H S Milford   | H V Parbury H S Milford   | H V Parbury H S Milford | 6                   | 6                   |   |   |                         |                         |                         |                 |                 |    |   |                  |                  |                  |                  |                  |  |
|  | J Hextall G Golding             | J Hextall G Golding             | J Hextall G Golding             | 3           | 3           |  |  |                           |                           |                         |                     |                     |   |   | H V Parbury H S Milford | H V Parbury H S Milford | H V Parbury H S Milford | 3               | 7               |    |   |                  |                  |                  |                  |                  |  |
|  | E Colyer P Wheatley             | E Colyer P Wheatley             | 4                               | 7           | 7           |  |  |                           |                           | E Colyer P Wheatley     | E Colyer P Wheatley | E Colyer P Wheatley | 6 | 9 |                         |                         |                         |                 |                 |    |   |                  |                  |                  |                  |                  |  |
|  | E F Rose W Radcliffe            | E F Rose W Radcliffe            | 6                               | 5           | 5           |  |  | E Colyer P Wheatley       | E Colyer P Wheatley       | 6                       | 4                   | 6                   |   |   |                         |                         |                         |                 |                 |    |   |                  |                  |                  |                  |                  |  |
|  | M Clayton H Roper-Barrett       | M Clayton H Roper-Barrett       | M Clayton H Roper-Barrett       | 6           | 6           |  |  | M Clayton H Roper-Barrett | M Clayton H Roper-Barrett | 3                       | 6                   | 4                   |   |   |                         |                         |                         |                 |                 |    |   |                  |                  |                  |                  |                  |  |
|  | W Donaldson E Crawshay Williams | W Donaldson E Crawshay Williams | W Donaldson E Crawshay Williams | 3           | 3           |  |  |                           |                           |                         |                     |                     |   |   | E Colyer P Wheatley     | E Colyer P Wheatley     | E Colyer P Wheatley     | 8               | 4               |    |   |                  |                  |                  |                  |                  |  |
|  | J L Colegate J Borotra          | J L Colegate J Borotra          | J L Colegate J Borotra          | 7           | 6           |  |  |                           |                           |                         |                     |                     |   |   |                         |                         | E Ryan R Lycett         | E Ryan R Lycett | E Ryan R Lycett | 10 | 6 |                  |                  |                  |                  |                  |  |
|  | P Dransfield C S Gordon-Smith   | P Dransfield C S Gordon-Smith   | P Dransfield C S Gordon-Smith   | 5           | 2           |  |  | J L Colegate J Borotra    | J L Colegate J Borotra    | J L Colegate J Borotra  | 6                   | 6                   |   |   |                         |                         |                         |                 |                 |    |   |                  |                  |                  |                  |                  |  |
|  | L Cadle C Branfoot              | L Cadle C Branfoot              | 6                               | 7           | 6           |  |  | L Cadle C Branfoot        | L Cadle C Branfoot        | L Cadle C Branfoot      | 1                   | 4                   |   |   |                         |                         |                         |                 |                 |    |   |                  |                  |                  |                  |                  |  |
|  | M McIlquham C McIlquham         | M McIlquham C McIlquham         | 8                               | 5           | 3           |  |  |                           |                           |                         |                     |                     |   |   | J L Colegate J Borotra  | J L Colegate J Borotra  | J L Colegate J Borotra  | 3               | 4               |    |   |                  |                  |                  |                  |                  |  |
|  | E Ryan R Lycett                 | E Ryan R Lycett                 | E Ryan R Lycett                 | 7           | 6           |  |  |                           |                           | E Ryan R Lycett         | E Ryan R Lycett     | E Ryan R Lycett     | 6 | 6 |                         |                         |                         |                 |                 |    |   |                  |                  |                  |                  |                  |  |
|  | M Hazel E G Bisseker            | M Hazel E G Bisseker            | M Hazel E G Bisseker            | 5           | 4           |  |  | E Ryan R Lycett           | E Ryan R Lycett           | E Ryan R Lycett         | 6                   | 6                   |   |   |                         |                         |                         |                 |                 |    |   |                  |                  |                  |                  |                  |  |
|  | D Holman A Blair                | D Holman A Blair                | 9                               | 3           | 6           |  |  | D Holman A Blair          | D Holman A Blair          | D Holman A Blair        | 1                   | 4                   |   |   |                         |                         |                         |                 |                 |    |   |                  |                  |                  |                  |                  |  |
|  | L Bull E Portlock               | L Bull E Portlock               | 7                               | 6           | 3           |  |  |                           |                           |                         |                     |                     |   |   |                         |                         |                         |                 |                 |    |   |                  |                  |                  |                  |                  |  |

##### Sezione 2
|  | Primo turno               | Primo turno               | Primo turno               | Primo turno | Primo turno |  |  | Secondo turno         | Secondo turno         | Secondo turno         | Secondo turno      | Secondo turno      |   |   | Terzo turno        | Terzo turno        | Terzo turno        | Terzo turno        | Terzo turno        |   |   | Quarti di finale | Quarti di finale | Quarti di finale | Quarti di finale | Quarti di finale |  |
|  |                           |                           |                           |             |             |  |  |                       |                       |                       |                    |                    |   |   |                    |                    |                    |                    |                    |   |   |                  |                  |                  |                  |                  |  |
|  | S Lenglen J Washer        | S Lenglen J Washer        | S Lenglen J Washer        | 6           | 6           |  |  |                       |                       |                       |                    |                    |   |   |                    |                    |                    |                    |                    |   |   |                  |                  |                  |                  |                  |  |
|  | A Edgington A W Asthalter | A Edgington A W Asthalter | A Edgington A W Asthalter | 3           | 1           |  |  | S Lenglen J Washer    | S Lenglen J Washer    | S Lenglen J Washer    | 6                  | 6                  |   |   |                    |                    |                    |                    |                    |   |   |                  |                  |                  |                  |                  |  |
|  | J Coote H Price           | J Coote H Price           | 4                         | 7           | 6           |  |  | J Coote H Price       | J Coote H Price       | J Coote H Price       | 4                  | 4                  |   |   |                    |                    |                    |                    |                    |   |   |                  |                  |                  |                  |                  |  |
|  | M Welsh D Watson          | M Welsh D Watson          | 6                         | 5           | 4           |  |  |                       |                       |                       |                    |                    |   |   | S Lenglen J Washer | S Lenglen J Washer | S Lenglen J Washer | 6                  | 6                  |   |   |                  |                  |                  |                  |                  |  |
|  | E Goss J Gilbert          | E Goss J Gilbert          | E Goss J Gilbert          | 6           | 6           |  |  |                       |                       | E Goss J Gilbert      | E Goss J Gilbert   | E Goss J Gilbert   | 2 | 2 |                    |                    |                    |                    |                    |   |   |                  |                  |                  |                  |                  |  |
|  | S Lumley-Ellis E Higgs    | S Lumley-Ellis E Higgs    | S Lumley-Ellis E Higgs    | 3           | 0           |  |  | E Goss J Gilbert      | E Goss J Gilbert      | E Goss J Gilbert      | 6                  | 7                  |   |   |                    |                    |                    |                    |                    |   |   |                  |                  |                  |                  |                  |  |
|  | P Holcroft H-A Fyzee      | P Holcroft H-A Fyzee      | 1                         | 6           | 6           |  |  | P Holcroft H-A Fyzee  | P Holcroft H-A Fyzee  | P Holcroft H-A Fyzee  | 4                  | 5                  |   |   |                    |                    |                    |                    |                    |   |   |                  |                  |                  |                  |                  |  |
|  | F M Beckingham A Drew     | F M Beckingham A Drew     | 6                         | 1           | 2           |  |  |                       |                       |                       |                    |                    |   |   | S Lenglen J Washer | S Lenglen J Washer | S Lenglen J Washer | 6                  | 6                  |   |   |                  |                  |                  |                  |                  |  |
|  | E d'Ayen J Brugnon        | E d'Ayen J Brugnon        | E d'Ayen J Brugnon        | 6           | 8           |  |  |                       |                       |                       |                    |                    |   |   |                    |                    | E d'Ayen J Brugnon | E d'Ayen J Brugnon | E d'Ayen J Brugnon | 3 | 2 |                  |                  |                  |                  |                  |  |
|  | M B Reckitt U Williams    | M B Reckitt U Williams    | M B Reckitt U Williams    | 2           | 6           |  |  | E d'Ayen J Brugnon    | E d'Ayen J Brugnon    | 2                     | 6                  | 6                  |   |   |                    |                    |                    |                    |                    |   |   |                  |                  |                  |                  |                  |  |
|  | A Cobb N Field            | A Cobb N Field            | A Cobb N Field            | 6           | 8           |  |  | A Cobb N Field        | A Cobb N Field        | 6                     | 2                  | 1                  |   |   |                    |                    |                    |                    |                    |   |   |                  |                  |                  |                  |                  |  |
|  | R R Jackson B Helmore     | R R Jackson B Helmore     | R R Jackson B Helmore     | 4           | 6           |  |  |                       |                       |                       |                    |                    |   |   | E d'Ayen J Brugnon | E d'Ayen J Brugnon | E d'Ayen J Brugnon | 6                  | 6                  |   |   |                  |                  |                  |                  |                  |  |
|  | C Tyrell C A Sedgwick     | C Tyrell C A Sedgwick     | C Tyrell C A Sedgwick     | 6           | 7           |  |  |                       |                       | M O'Neill A Berger    | M O'Neill A Berger | M O'Neill A Berger | 3 | 1 |                    |                    |                    |                    |                    |   |   |                  |                  |                  |                  |                  |  |
|  | Herriot P Spence          | Herriot P Spence          | Herriot P Spence          | 6           | 5           |  |  | C Tyrell C A Sedgwick | C Tyrell C A Sedgwick | C Tyrell C A Sedgwick | 7                  | 4                  |   |   |                    |                    |                    |                    |                    |   |   |                  |                  |                  |                  |                  |  |
|  | M O'Neill A Berger        | M O'Neill A Berger        | M O'Neill A Berger        | 6           | 6           |  |  | M O'Neill A Berger    | M O'Neill A Berger    | M O'Neill A Berger    | 9                  | 6                  |   |   |                    |                    |                    |                    |                    |   |   |                  |                  |                  |                  |                  |  |
|  | M Parton T Mavrogordato   | M Parton T Mavrogordato   | M Parton T Mavrogordato   | 3           | 4           |  |  |                       |                       |                       |                    |                    |   |   |                    |                    |                    |                    |                    |   |   |                  |                  |                  |                  |                  |  |

#### Parte bassa

##### Sezione 3
|  | Primo turno                 | Primo turno                 | Primo turno                 | Primo turno | Primo turno |  |  | Secondo turno            | Secondo turno            | Secondo turno            | Secondo turno        | Secondo turno        |   |   | Terzo turno           | Terzo turno           | Terzo turno           | Terzo turno          | Terzo turno |   |   | Quarti di finale | Quarti di finale | Quarti di finale | Quarti di finale | Quarti di finale |  |
|  |                             |                             |                             |             |             |  |  |                          |                          |                          |                      |                      |   |   |                       |                       |                       |                      |             |   |   |                  |                  |                  |                  |                  |  |
|  | K McKane W Crawley          | K McKane W Crawley          | 6                           | 6           | 6           |  |  |                          |                          |                          |                      |                      |   |   |                       |                       |                       |                      |             |   |   |                  |                  |                  |                  |                  |  |
|  | N Gunter C Campbell         | N Gunter C Campbell         | 2                           | 8           | 2           |  |  | K McKane W Crawley       | K McKane W Crawley       | 3                        | 10                   | 6                    |   |   |                       |                       |                       |                      |             |   |   |                  |                  |                  |                  |                  |  |
|  | P Ingram A Ingram           | P Ingram A Ingram           | P Ingram A Ingram           | 6           | 7           |  |  | P Ingram A Ingram        | P Ingram A Ingram        | 6                        | 3                    | 3                    |   |   |                       |                       |                       |                      |             |   |   |                  |                  |                  |                  |                  |  |
|  | D Douglass-Chambers D Greig | D Douglass-Chambers D Greig | D Douglass-Chambers D Greig | 1           | 5           |  |  |                          |                          |                          |                      |                      |   |   | K McKane W Crawley    | K McKane W Crawley    | 3                     | 6                    | 6           |   |   |                  |                  |                  |                  |                  |  |
|  | E R Clarke B E Henty        | E R Clarke B E Henty        | E R Clarke B E Henty        | 6           | 6           |  |  |                          |                          | E R Clarke B E Henty     | E R Clarke B E Henty | 6                    | 2 | 3 |                       |                       |                       |                      |             |   |   |                  |                  |                  |                  |                  |  |
|  | W Hudleston A J Jimenez     | W Hudleston A J Jimenez     | W Hudleston A J Jimenez     | 3           | 2           |  |  | E R Clarke B E Henty     | E R Clarke B E Henty     | E R Clarke B E Henty     | 7                    | 6                    |   |   |                       |                       |                       |                      |             |   |   |                  |                  |                  |                  |                  |  |
|  | M K Taylor P J Oakley       | M K Taylor P J Oakley       | 3                           | 6           | 6           |  |  | M K Taylor P J Oakley    | M K Taylor P J Oakley    | M K Taylor P J Oakley    | 5                    | 2                    |   |   |                       |                       |                       |                      |             |   |   |                  |                  |                  |                  |                  |  |
|  | J Austin N Dicks            | J Austin N Dicks            | 6                           | 4           | 3           |  |  |                          |                          |                          |                      |                      |   |   | K McKane W Crawley    | K McKane W Crawley    | 6                     | 4                    | 3           |   |   |                  |                  |                  |                  |                  |  |
|  | W L Hollick F Wallers       | W L Hollick F Wallers       | 2                           | 6           | 6           |  |  |                          |                          |                          |                      |                      |   |   |                       |                       | M Mallory V Richards  | M Mallory V Richards | 3           | 6 | 6 |                  |                  |                  |                  |                  |  |
|  | L Bancroft J T Baines       | L Bancroft J T Baines       | 6                           | 4           | 2           |  |  | W L Hollick F Wallers    | W L Hollick F Wallers    | W L Hollick F Wallers    | 6                    | 7                    |   |   |                       |                       |                       |                      |             |   |   |                  |                  |                  |                  |                  |  |
|  | A Rodocanaichi A-A Fyzee    | A Rodocanaichi A-A Fyzee    | A Rodocanaichi A-A Fyzee    | 6           | 6           |  |  | A Rodocanaichi A-A Fyzee | A Rodocanaichi A-A Fyzee | A Rodocanaichi A-A Fyzee | 4                    | 5                    |   |   |                       |                       |                       |                      |             |   |   |                  |                  |                  |                  |                  |  |
|  | N B Heath N Heath           | N B Heath N Heath           | N B Heath N Heath           | 4           | 4           |  |  |                          |                          |                          |                      |                      |   |   | W L Hollick F Wallers | W L Hollick F Wallers | W L Hollick F Wallers | 4                    | 1           |   |   |                  |                  |                  |                  |                  |  |
|  | W Beamish F Fisher          | W Beamish F Fisher          | W Beamish F Fisher          | 6           | 6           |  |  |                          |                          | M Mallory V Richards     | M Mallory V Richards | M Mallory V Richards | 6 | 6 |                       |                       |                       |                      |             |   |   |                  |                  |                  |                  |                  |  |
|  | E Kelsey B Swinden          | E Kelsey B Swinden          | E Kelsey B Swinden          | 2           | 2           |  |  | W Beamish F Fisher       | W Beamish F Fisher       | 6                        | 6                    | 4                    |   |   |                       |                       |                       |                      |             |   |   |                  |                  |                  |                  |                  |  |
|  | M Mallory V Richards        | M Mallory V Richards        | 6                           | 2           | 6           |  |  | M Mallory V Richards     | M Mallory V Richards     | 8                        | 3                    | 6                    |   |   |                       |                       |                       |                      |             |   |   |                  |                  |                  |                  |                  |  |
|  | K Lidderdale P C Chase      | K Lidderdale P C Chase      | 3                           | 6           | 2           |  |  |                          |                          |                          |                      |                      |   |   |                       |                       |                       |                      |             |   |   |                  |                  |                  |                  |                  |  |

##### Sezione 4
|  | Primo turno                | Primo turno                | Primo turno               | Primo turno | Primo turno |  |  | Secondo turno              | Secondo turno              | Secondo turno              | Secondo turno              | Secondo turno              |   |   | Terzo turno                | Terzo turno                | Terzo turno               | Terzo turno               | Terzo turno |   |   | Quarti di finale | Quarti di finale | Quarti di finale | Quarti di finale | Quarti di finale |  |
|  |                            |                            |                           |             |             |  |  |                            |                            |                            |                            |                            |   |   |                            |                            |                           |                           |             |   |   |                  |                  |                  |                  |                  |  |
|  | I F Elliot A Dudley        | I F Elliot A Dudley        | I F Elliot A Dudley       | 6           | 6           |  |  |                            |                            |                            |                            |                            |   |   |                            |                            |                           |                           |             |   |   |                  |                  |                  |                  |                  |  |
|  | N Middleton J A Dean       | N Middleton J A Dean       | N Middleton J A Dean      | 4           | 2           |  |  | I F Elliot A Dudley        | I F Elliot A Dudley        | I F Elliot A Dudley        | 3                          | 1                          |   |   |                            |                            |                           |                           |             |   |   |                  |                  |                  |                  |                  |  |
|  | P Howkins M Woosnam        | P Howkins M Woosnam        | 6                         | 3           | 6           |  |  | P Howkins M Woosnam        | P Howkins M Woosnam        | P Howkins M Woosnam        | 6                          | 6                          |   |   |                            |                            |                           |                           |             |   |   |                  |                  |                  |                  |                  |  |
|  | H B Weston C Roupell       | H B Weston C Roupell       | 3                         | 6           | 1           |  |  |                            |                            |                            |                            |                            |   |   | P Howkins M Woosnam        | P Howkins M Woosnam        | P Howkins M Woosnam       | 4                         | 3           |   |   |                  |                  |                  |                  |                  |  |
|  | P Satterthwaite J Hillyard | P Satterthwaite J Hillyard | 2                         | 6           | 6           |  |  |                            |                            | P Satterthwaite J Hillyard | P Satterthwaite J Hillyard | P Satterthwaite J Hillyard | 6 | 6 |                            |                            |                           |                           |             |   |   |                  |                  |                  |                  |                  |  |
|  | A A Hall R G Bernard       | A A Hall R G Bernard       | 6                         | 3           | 1           |  |  | P Satterthwaite J Hillyard | P Satterthwaite J Hillyard | P Satterthwaite J Hillyard | 7                          | 6                          |   |   |                            |                            |                           |                           |             |   |   |                  |                  |                  |                  |                  |  |
|  | E Sears B Johnston         | E Sears B Johnston         | E Sears B Johnston        | 6           | 10          |  |  | E Sears B Johnston         | E Sears B Johnston         | E Sears B Johnston         | 5                          | 4                          |   |   |                            |                            |                           |                           |             |   |   |                  |                  |                  |                  |                  |  |
|  | F Harvey T Moss            | F Harvey T Moss            | F Harvey T Moss           | 4           | 6           |  |  |                            |                            |                            |                            |                            |   |   | P Satterthwaite J Hillyard | P Satterthwaite J Hillyard | 6                         | 6                         | 3           |   |   |                  |                  |                  |                  |                  |  |
|  | K Bouman E Lamb            | K Bouman E Lamb            | K Bouman E Lamb           | 6           | 6           |  |  |                            |                            |                            |                            |                            |   |   |                            |                            | D Shepherd-Barron L Deane | D Shepherd-Barron L Deane | 8           | 4 | 6 |                  |                  |                  |                  |                  |  |
|  | D Craddock G T C Watt      | D Craddock G T C Watt      | D Craddock G T C Watt     | 3           | 3           |  |  | K Bouman E Lamb            | K Bouman E Lamb            | 3                          | 6                          | 3                          |   |   |                            |                            |                           |                           |             |   |   |                  |                  |                  |                  |                  |  |
|  | D Shepherd-Barron L Deane  | D Shepherd-Barron L Deane  | D Shepherd-Barron L Deane | 11          | 6           |  |  | D Shepherd-Barron L Deane  | D Shepherd-Barron L Deane  | 6                          | 4                          | 6                          |   |   |                            |                            |                           |                           |             |   |   |                  |                  |                  |                  |                  |  |
|  | E Harvey B Norton          | E Harvey B Norton          | E Harvey B Norton         | 9           | 1           |  |  |                            |                            |                            |                            |                            |   |   | D Shepherd-Barron L Deane  | D Shepherd-Barron L Deane  | D Shepherd-Barron L Deane | 6                         | 6           |   |   |                  |                  |                  |                  |                  |  |
|  | D Vlasto R Lacoste         | D Vlasto R Lacoste         | 2                         | 9           | 6           |  |  |                            |                            | V Youle G Sherwell         | V Youle G Sherwell         | V Youle G Sherwell         | 3 | 3 |                            |                            |                           |                           |             |   |   |                  |                  |                  |                  |                  |  |
|  | W McNair A Prebble         | W McNair A Prebble         | 6                         | 7           | 1           |  |  | D Vlasto R Lacoste         | D Vlasto R Lacoste         | D Vlasto R Lacoste         | 3                          | 2                          |   |   |                            |                            |                           |                           |             |   |   |                  |                  |                  |                  |                  |  |
|  | V Youle G Sherwell         | V Youle G Sherwell         | 2                         | 6           | 8           |  |  | V Youle G Sherwell         | V Youle G Sherwell         | V Youle G Sherwell         | 6                          | 6                          |   |   |                            |                            |                           |                           |             |   |   |                  |                  |                  |                  |                  |  |
|  | J Reid-Thomas L Godfree    | J Reid-Thomas L Godfree    | 6                         | 4           | 6           |  |  |                            |                            |                            |                            |                            |   |   |                            |                            |                           |                           |             |   |   |                  |                  |                  |                  |                  |  |